# Oranjestad, Aruba
Oranjestad este capitala statului Aruba cu aproximativ 35.000 de locuitori. Până in 1790 orașul capitală a fost Savaneta, localizat in sud, dar Oranjestad a fost preferat de administrație pentru poziția sa avantajoasă transportului maritim. Orașul este ridicat în jurul Fortului Zoutman construit de olandezi în 1796.